# Suseong-dong, Daegu
Suseong-dong (koreanska: 수성동) är en stadsdel i staden Daegu i den sydöstra delen av Sydkorea, 240 km sydost om huvudstaden Seoul. Den ligger i stadsdistriktet Suseong-gu.

## Indelning
Administrativt är Suseong-dong indelat i:
| Namn        | Namn                        | Yta km² | Invånare 31 dec 2020 |
| ----------- | --------------------------- | ------- | -------------------- |
| 수성1가동   | Suseong 1(il)-ga-dong       | 0,58    | 18 808               |
| 수성2.3가동 | Suseong 2(i).3(sam)-ga-dong | 0,65    | 12 242               |
| 수성4가동   | Suseong 4(sa)-ga-dong       | 0,63    | 15 241               |